# Classe South Dakota (1920)
Pour les autres classes de navires du même nom, voir Classe South Dakota.
La classe South Dakota est un projet de classe de six super-dreadnoughts lancé par l'United States Navy. La construction commence peu après la fin de la Première Guerre mondiale, mais le traité naval de Washington y mettra un terme en 1922.

## Unités de la classe
| Indicatif | Nom            | Chantier                   | Quille             | Destin                                 |
| --------- | -------------- | -------------------------- | ------------------ | -------------------------------------- |
| BB-49     | South Dakota   | New York Navy Yard         | 15 mars 1920       | Construction annulée le 8 février 1922 |
| BB-50     | Indiana        | New York Navy Yard         | 1er novembre 1920  | Construction annulée le 8 février 1922 |
| BB-51     | Montana        | Mare Island Naval Shipyard | 1er septembre 1920 | Construction annulée le 8 février 1922 |
| BB-52     | North Carolina | Norfolk Navy Yard          | 12 janvier 1920    | Construction annulée le 8 février 1922 |
| BB-53     | Iowa           | Newport News Shipbuilding  | 17 mai 1920        | Construction annulée le 8 février 1922 |
| BB-54     | Massachusetts  | Fore River Shipyard        | 4 avril 1921       | Construction annulée le 8 février 1922 |